# Генеральний підскарбій
Генеральний підскарбій — вища службова особа державної адміністрації в Україні в середині 17-18 століть, член генеральної старшини.

## Короткі відомості
Ще в 1654-му існувала посада гетьманського підскарбія. Проте за головування Хмельницького всі фінансові справи гетьман контролював особисто. Посада генерального підскарбія, задля впорядкування фінансової справи, була уведена Брюховецьким опісля Ніжинської ради. Першим підскарбієм став Роман Ракушка-Романовський.
Підскарбій відав державною скарбницею, прибутками і витратами державних коштів, керував збором податків, встановлював мита. Стояв на чолі Генеральної скарбової канцелярії.

## Список
Дані подані згідно з дослідженням Володимира Кривошеї: